# Paul Davies (snooker)
Paul Davies, valižanski igralec snookerja, * 22. junij 1970, Newtown, Wales.
Davies živi v Cardiffu. Med poklicne igralce snookerja se je podal leta 1991, trenutno je eden najstarejših igralcev v karavani.

## Kariera
Davies je ob vstopu v poklicni šport napravil odličen vtis, saj se je v svojih prvih 3 sezonah prebil v dve polfinali jakostnih turnirjev. Prvi je bil na turnirju Dubai Duty Free Classic 1991, drugi pa se je zgodil na turnirju Asian Open 1993. Obakrat je priznal premoč kasnejšim zmagovalcem, Johnu Parrottu in Davu Haroldu. Teh dveh dosežkov pa kasneje nikoli ni uspel ponoviti. Prav tako mu nikoli ni uspelo nastopiti na glavnem delu Svetovnega prvenstva, kar štirikrat je izpadel v zadnjem krogu kvalifikacij. 
Leta 1997 je igral v finalu turnirja Benson & Hedges Championship, ki je bil nekakšen kvalifikacijski turnir, katerega zmagovalec je prejel povabilo organizatorja, s katerim je nato lahko nastopil na turnirju Masters. Slednje Daviesu ni uspelo, saj je v finalu izgubil proti Andyju Hicksu z izidom 6-9. Z zmagami nad Davom Haroldom, Chrisom Smallom in Kenom Dohertyjem si je leta 1997 priigral četrtfinale jakostnega turnirja Regal Welsh. Njegovo pot na tem turnirju je zaključil rojak Mark Williams, ki je bil boljši z rezultatom 5-3.
Leta 2006 je bil zelo blizu temu, da bi izločil Dinga Junhuija na turnirju Northern Ireland Trophy, a je nato dvoboj tesno izgubil, izid je bil 4-5. Junhui je naposled tudi dobil turnir. Leta 2007 se je kvalificiral za turnir Grand Prix in v svoji skupini poskrbel za senzaciji, zmagi proti Jamieju Copu in Stephenu Hendryju. Oba sta se morala tako posloviti od nadaljnjega tekmovanja, kot tudi Davies sam, ki je v skupini končal na petem mestu.
Dobre igre je prikazal tudi na turnirju UK Championship 2007, na katerem je porazil Kurta Maflina (9-6), Marka Davisa (9-8) in nato še Dominica Dala (9-3) in si s tem prislužil mesto na glavnem delu turnirja. Tam se je pomeril s Shaunom Murphyjem in držal ugoden izid in možnosti za zmago do rezultata 4-4, po katerem je Murphy prevzel pobudo in slavil z 9-5.